# Henri de Montaut
Antonin Victor Xavier Henri de Montaut (Párizs, 1829. június 13. – Párizs, 1889. december 27.) francia festő, rajzoló, metsző és illusztrátor. Művészeti folyóiratok alapítója, alkotói szignója: H. de Hem, Monta vagy Hy.

## Életrajza
Párizsban, a Malaquais rakpart 17. szám alatt született Gabriel Xavier de Montaut és Sophie Brisse fiaként.
1852 körül kiadott első művei közé tartoznak azok a rajzai, amelyek a Pireneusok vidékétől a Tuileriákig életképeket, tájakat, állatokat ábrázoltak. A kétkötetes album első kötetét („Une semaine à la Cour de France” címmel) Montaut illusztrálta, és színes rajzai Charles Bargue és Becquet Testvérek litográfiájával jelentek meg az F. Sinnett párizsi kiadónál.
Kiemelkedő volt együttműködése a Jules Hetzel kiadóval, ahol más művészekkel együtt Jules Verne „Utazások…” sorozatának egyes regényeit kísérte rajzaival.
Dolgozott a Journal pour Rire (1856 előtt), a Journal Illustré folyóiratokban, utóbbinak a címlap szerint főszerkesztője is volt, és a La Vie parisienne-ben is jelentetett meg rajzokat.
A Párizsi Kommün alatt tanúsított magatartásáért – mint az akkori Szajna-menti Nemzeti Gárda századvezetője – 1871. augusztus 1-jén a francia Becsületrend lovagi fokozatát nyerte el.
1882 végétől főszerkesztője volt a L'Art et la mode című havilapnak, amelyet két évvel korábban alapított Ernest Hoschedével.
1889. december 27-én halt meg Párizs 7. kerületében, a Rue Vaneau 30. szám alatt.

## Művei (válogatás)
- Laurent Francabri: Hippodrome (calme sur un cheval fougueux). Lithographie de Massard d'après une peinture de Henry de Montaut. (Lófuttató [Hippodrom]. Nyugalom egy szilaj ló hátán. Léopold Massard kőnyomata Montaut festménye alapján.) Párizs, Denizot & Londres, Sinnett [F. Sinnet ?], 1847. Festménygyűjtemény része.
- Clara Filleul de Pétigny – Hortense Jousse: Théodore et Pauline, ou les épreuves de la vertu, coll. „La Mosaïque de la jeunesse”. (Teodor és Paula, avagy az erény próbái – „A fiatalság mozaikja” gyűjteményben.) Párizs, Frémon-Chaulin, [1852].
- Alphonse de Lamartine: Histoire de la Restauration, avec 32 portraits originaux. (A Francia Restauráció története 32 eredeti portréval.) Párizs, Furne et Cie, 1853.
- Charles Yriarte (dir.): Les célébrités de la rue (1815 à 1863). (A párizsi utca hírességei 1815 és 1863 között.) Párizs, MM. Just L'Hernault, Frédéric Lix, Montaut et Yriarte, Párizs, Librairie parisienne Dupray de La Mahérie, rajzaival. 1864.[9]
- Album de la vie de César. Recueil de dessins executés ou mis en ordre [...] pour servir d'illustrations à l'histoire de César et de son temps. (Album Caius Julius Caesar életéről. Sorba rendezett rajzok gyűjteménye Caesar és kora történetének illusztrálására.) Párizs, Librairie du Petit journal (Kis Újság Könyvtára), 1865.
- Les contes de Perrault. Illustrés par Montaut et continués par Timothée Trimm. (Perrault meséi. Illusztrálva Montaut, előadva Timothée Trimm által.) Párizs, Librairie du Petit journal. (Kis Újság Könyvtára). 1865.
- Jules Verne: Cinq semaines en ballon. Voyage de découvertes en Afrique par trois Anglais. Illustrations avec Édouard Riou. (Öt hét léghajón. Három angol afrikai felfedező útja. Illusztrálta Édouard Riouval.) Párizs, J. Hetzel, [1865].
- Albert Millaud: Fantaisies de jeunesse, avec deux eaux-fortes de M.-H. de Hem. (A fiatalság ábrándjai, Montaut két rézkarcával.) Párizs, Librairie du Petit Journal, 1866.
- Félix Ribeyre: Voyage en Lorraine de Sa Majesté l'impératrice et de S. A. I. le prince impérial, précédé du voyage de S. M. l'impératrice à Amiens, dessins. Párizs, H. Plon, 1867.
- L'Égypte Moderne. Tableaux de mœurs arabes, chromolithographies gravées par Becquet. (A modern Egyiptom. Az arab szokásokról Becquet által készített színes kőnyomatok). Párizs, Henri Plon, [1869].
- Jules Verne: De la terre à la lune. Trajet direct en 97 heures 20 minutes, avec 41 dessins et une carte gravés par François Pannemaker. (A Földtől a Holdig. Közvetlen utazás 97 óra 20 perc alatt, 41 rajzzal és egy François Pannemaker által metszett térképpel.) Párizs, J. Hetzel, [1872].
- [Henry de Hem]: Les cent nouvelles nouvelles. (Száz új novella.). Párizs, Laporte, [1872].
- Eugène Goblet d'Alviella: Inde et Himalaya. Souvenirs de voyage, ouvrage enrichi d'une carte spéciale et de dix dessins. (India és a Himalája. Úti emlékek. Speciális térképpel és tíz rajzzal gazdagított munka.) Párizs, Plon, 1877.
- Armand Lapointe: Les déserts africains. (Afrikai sivatagok.) Párizs, Plon, 1878.

## Fordítás
- Ez a szócikk részben vagy egészben  a   Henri de Montaut című francia Wikipédia-szócikk ezen változatának fordításán alapul.  Az eredeti cikk szerkesztőit annak laptörténete sorolja fel. Ez a jelzés csupán a megfogalmazás eredetét és a szerzői jogokat jelzi, nem szolgál a cikkben szereplő információk forrásmegjelöléseként.

## Képgaléria

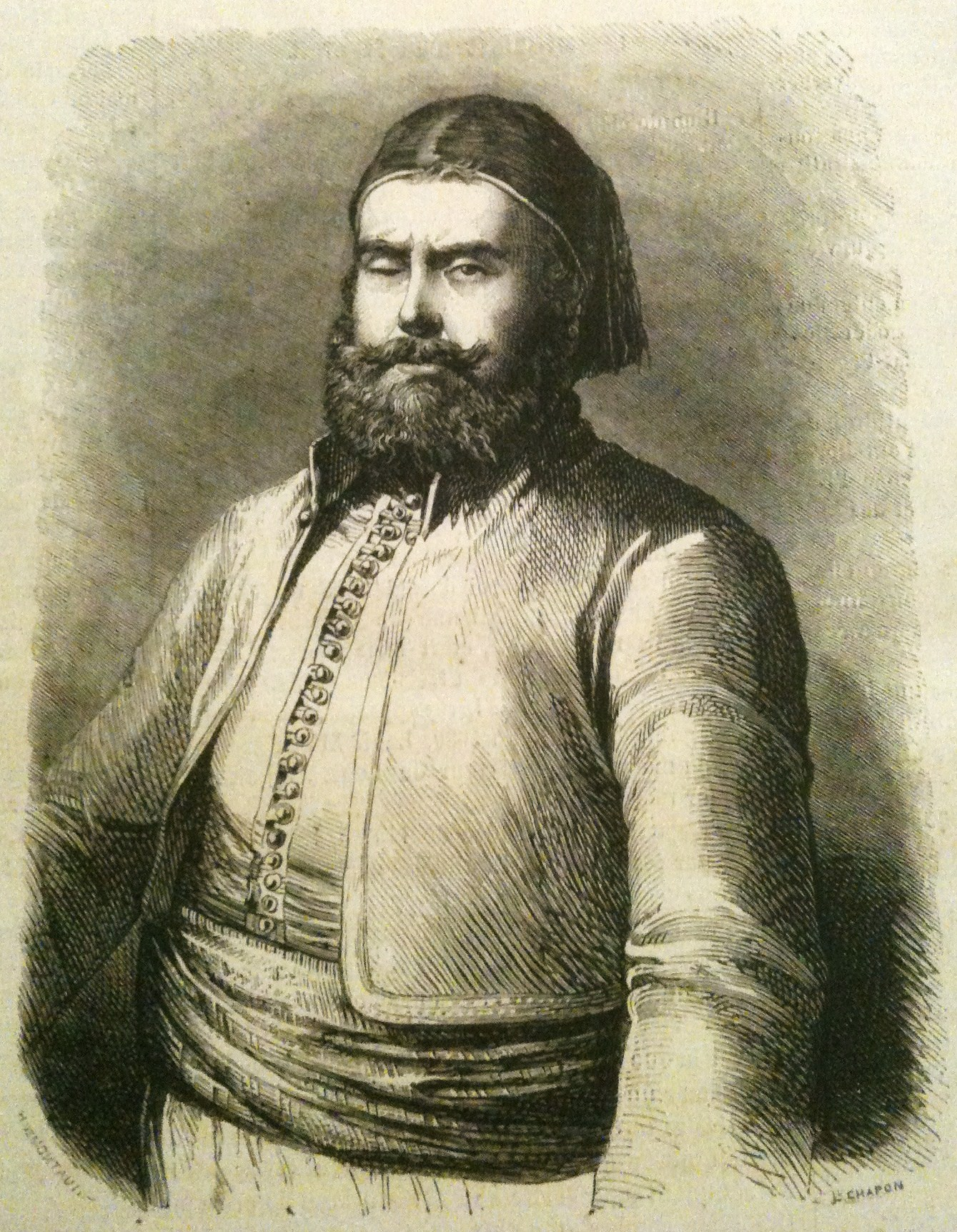
Szaíd egyiptomi alkirály Le Monde Illustré, 1863. január 17-i számában
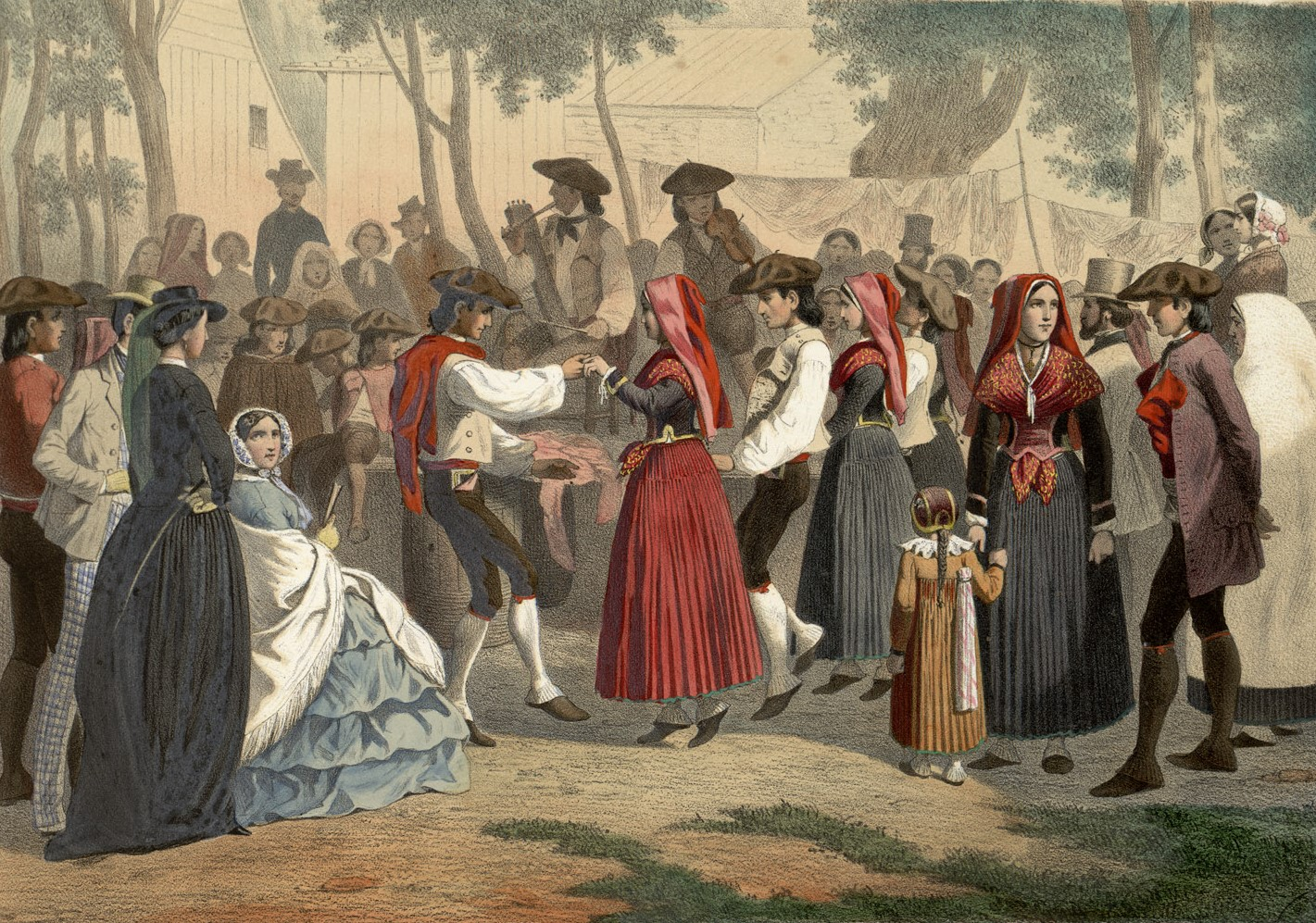
Eaux-Bonnes, Keresztelő Szent János ünnepe, kőnyomat
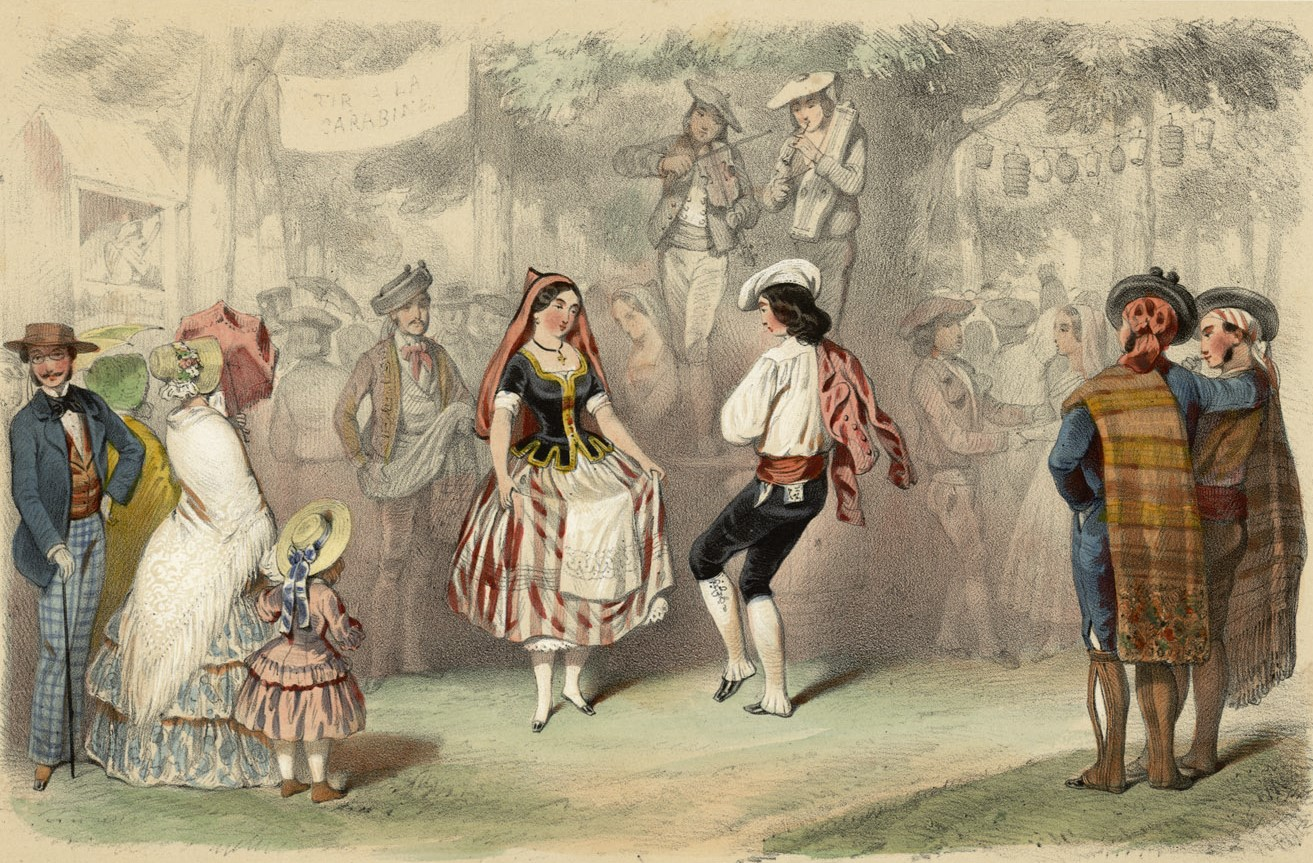
Eaux-Bonnes, Június 24-e ünnepe, kőnyomat
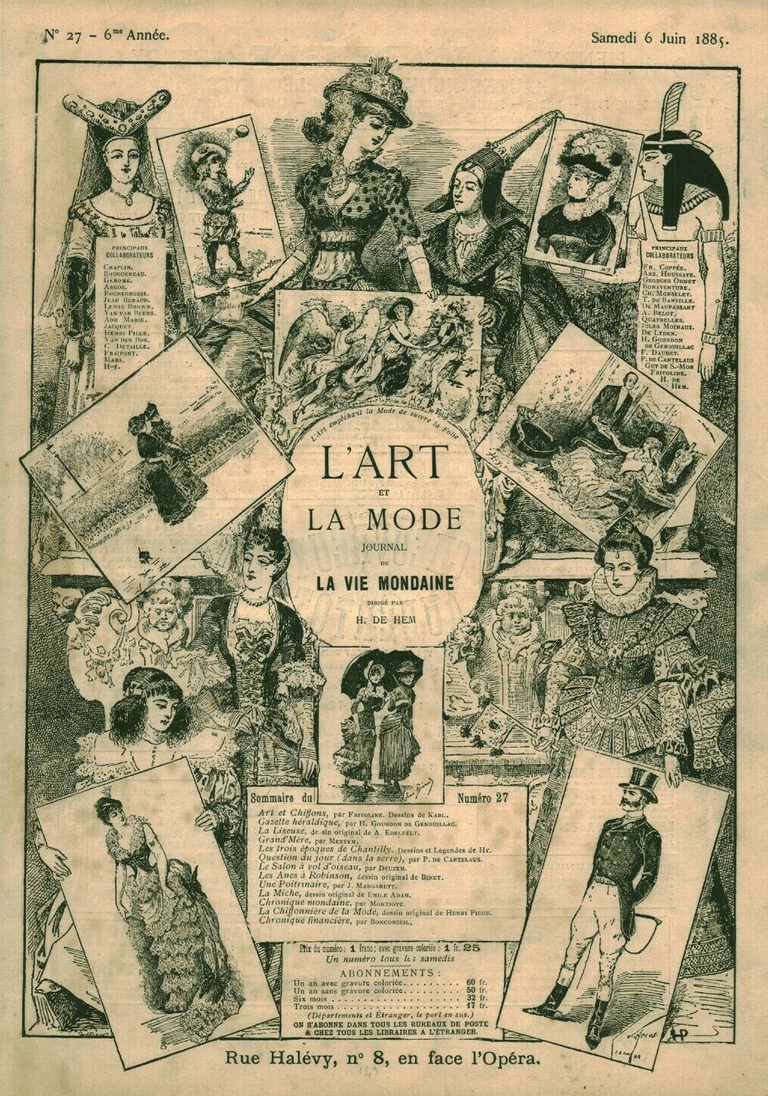
A L'Art et la Mode divatújság címlapja
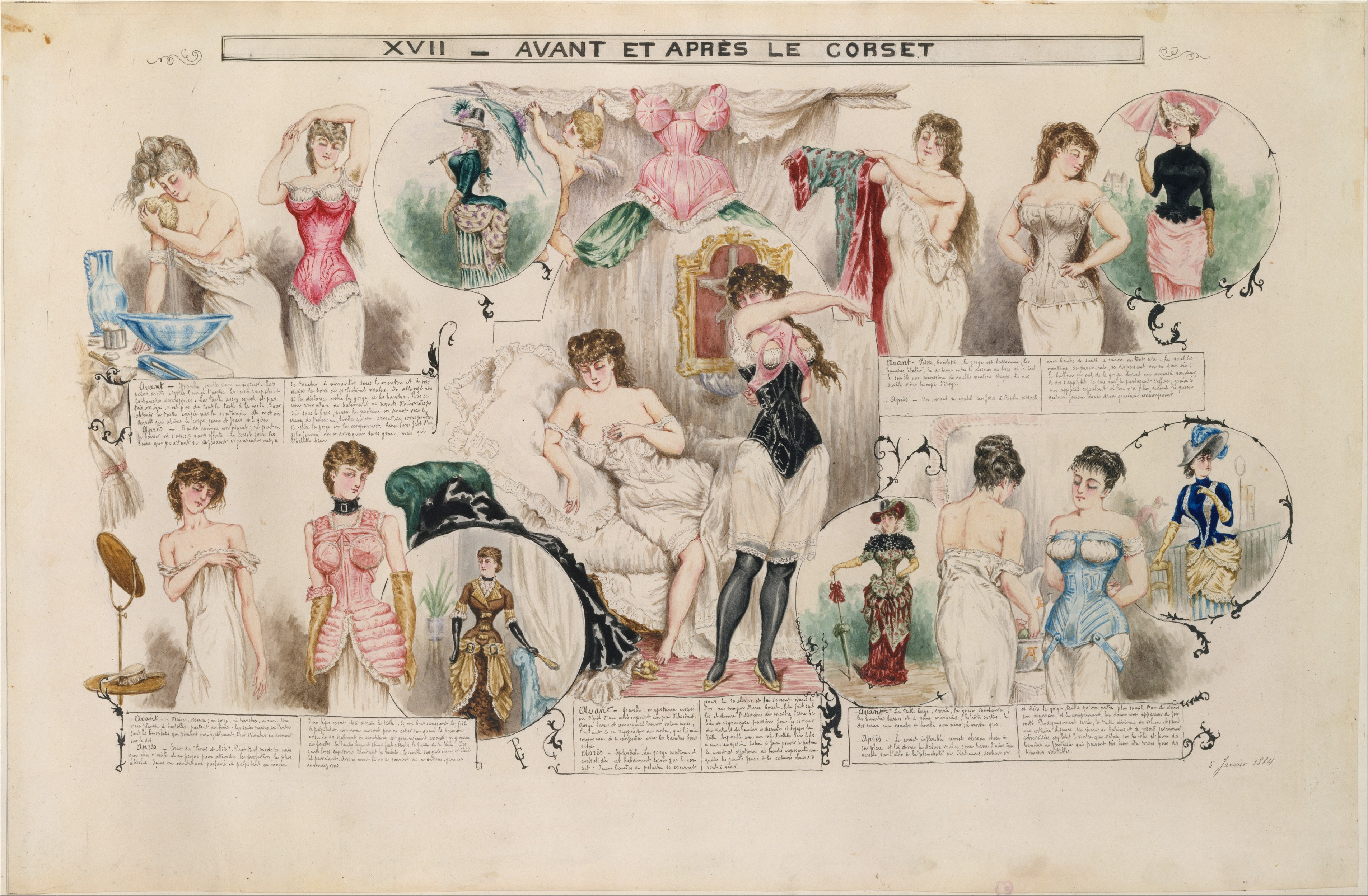
A L'Art et la Mode divatújság egy lapja: A fűzők
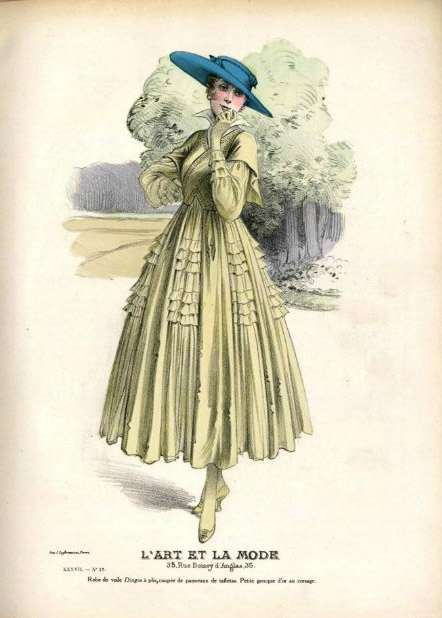
A L'Art et la Mode divatújság egy lapja: A krinolin
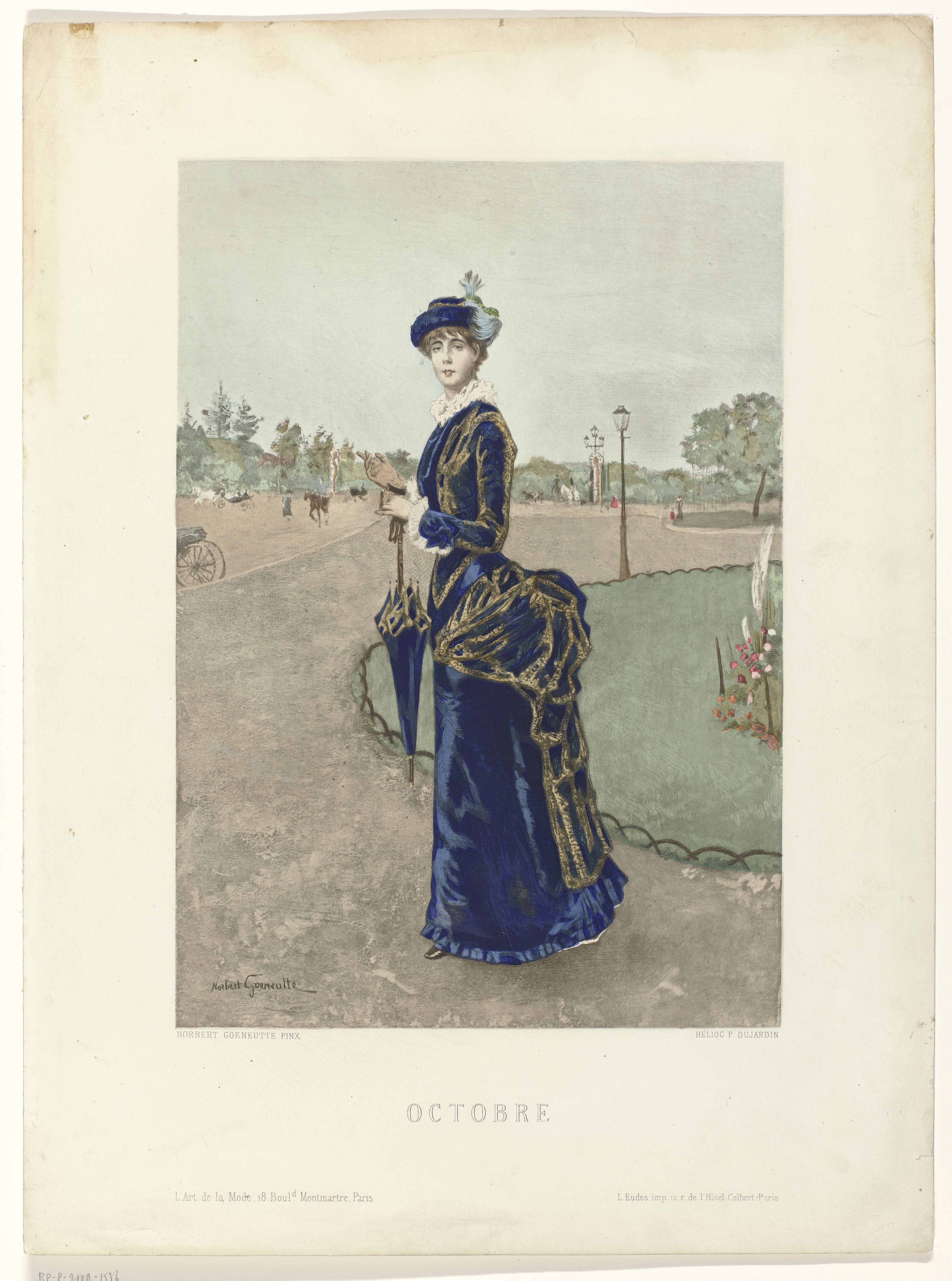
A L'Art et la Mode divatújság egy lapja